# 柬埔寨草胡椒
柬埔寨草胡椒（学名：Peperomia leptostachya f. cambodiana）为胡椒科草胡椒属细穗草胡椒下的一个变型。

## 扩展阅读
- 維基物種上的相關：柬埔寨草胡椒